# Penstemon gairdneri
Penstemon gairdneri är en grobladsväxtart som beskrevs av William Jackson Hooker. Penstemon gairdneri ingår i släktet penstemoner, och familjen grobladsväxter. Utöver nominatformen finns också underarten P. g. oreganus.

## Bildgalleri

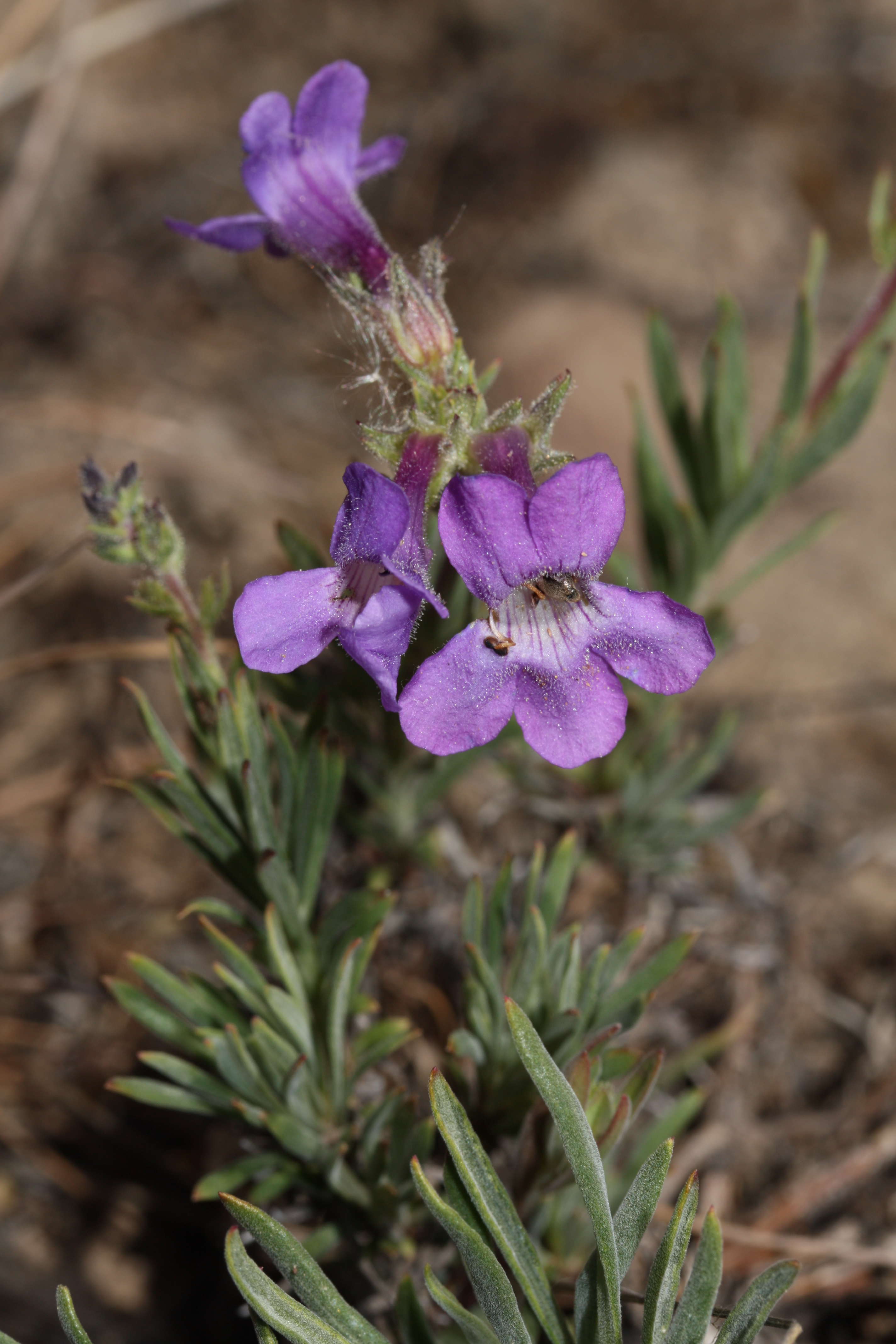
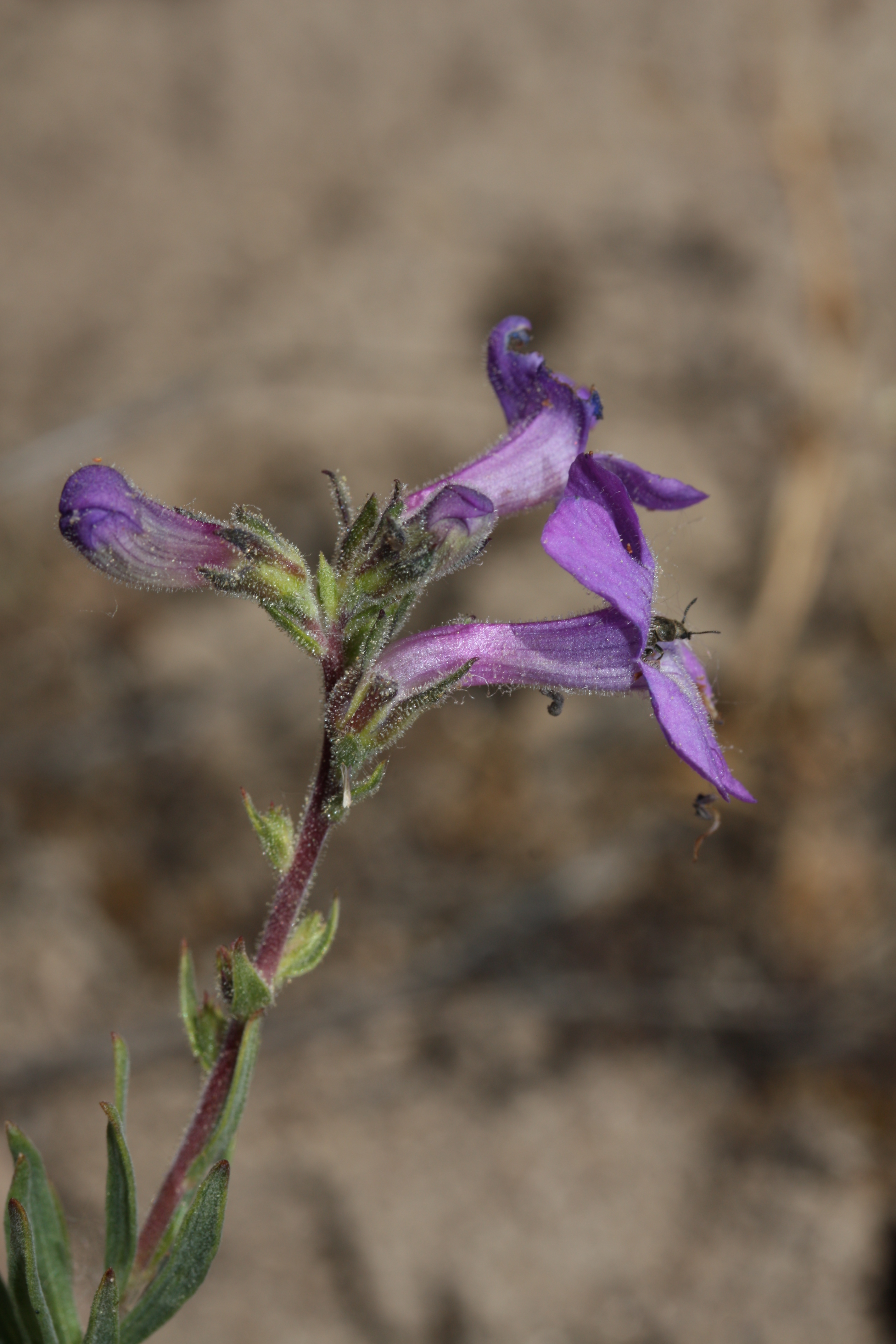
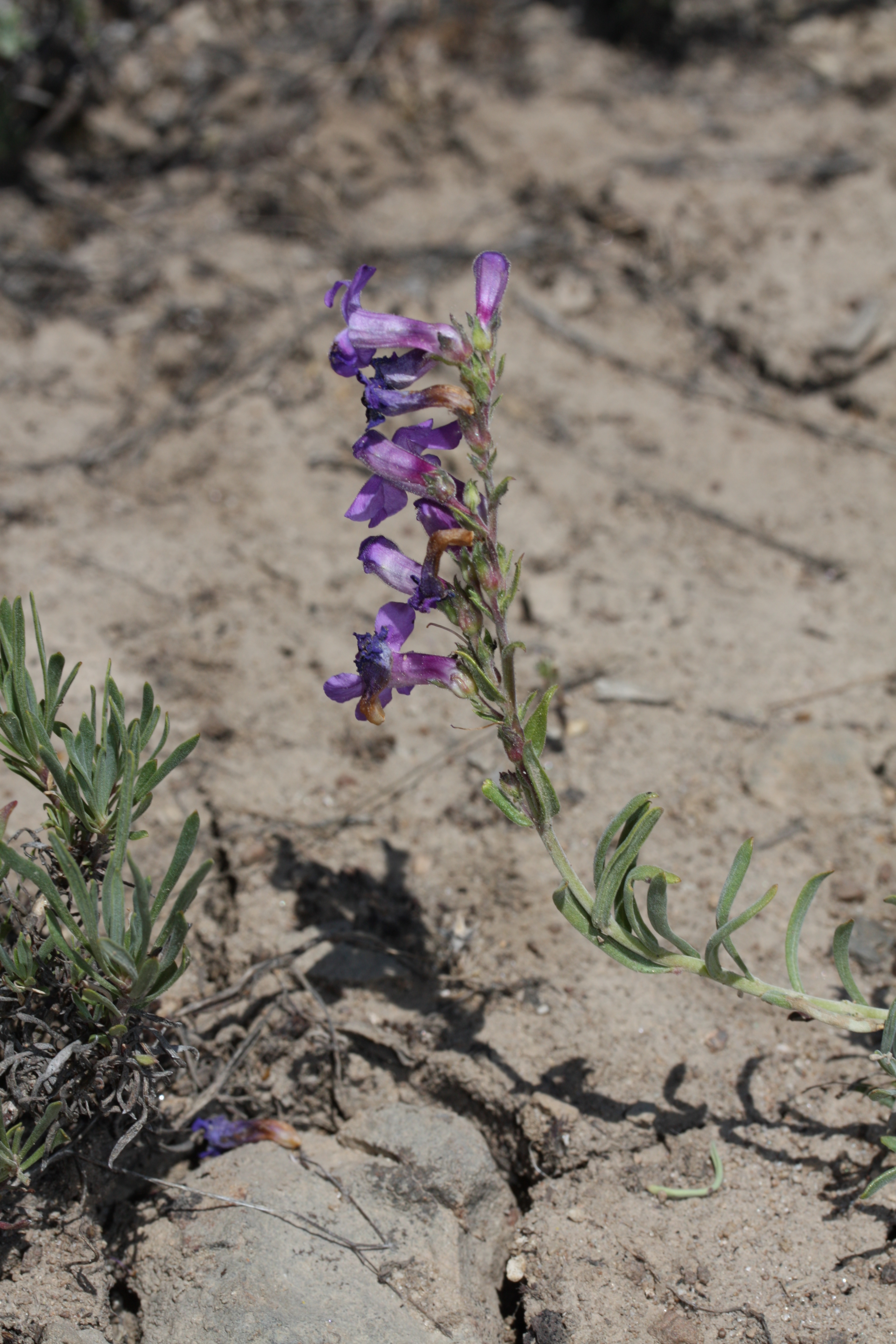